# جووانی لودتی
جووانی لودتی (به ایتالیایی: Giovanni Lodetti) (زاده ۱۰ اوت ۱۹۴۲ – درگذشته ۲۲ سپتامبر ۲۰۲۳) بازیکن فوتبال اهل ایتالیا بود.

## تیم ملی
از سال ۱۹۶۴ میلادی عضو تیم ملی فوتبال ایتالیا بوده و در ۱۸ بازی ملی حضور داشته‌است. او در بازی‌های ملی‌اش ۲ گل به ثمر رساند.
جووانی لودتی آخرین بازی ملی خود را در سال ۱۹۶۸ میلادی انجام داد.